# Alessio Riccardi
Alessio Riccardi (Roma, 3 de abril de 2001) es un futbolista italiano que juega en la demarcación de centrocampista en el S.S.D. Latina Calcio 1932 de la Serie C.

## Biografía
Empezó a formarse como futbolista en la disciplina de la AS Roma, hasta que finalmente firmó su primer contrato con el primer equipo. Su debut con el club lo hizo el 14 de enero de 2019 en un encuentro de la Copa Italia contra el Virtus Entella, sustituyendo a Lorenzo Pellegrini en el minuto 82.

## Clubes
| Club                          | País   | Año         | Partidos | Goles |
| ----------------------------- | ------ | ----------- | -------- | ----- |
| AS Roma                       | Italia | 2019 - 2020 | 1        | 0     |
| Delfino Pescara 1936 (cesión) | Italia | 2020 - 2021 | 8        | 0     |
| S.S.D. Latina Calcio 1932     | Italia | 2022 -      |          |       |